# バイパスコンデンサ

整流（脈流）平滑用の回路
T = 二次トランス
G = ブリッジ整流器
C = 平滑コンデンサ
R = 負荷抵抗

バイパスコンデンサとは、電子回路において、回路動作中における直流電源の電圧変動の低減のために電源ラインとグラウンド、すなわち電源の正極と負極とを接続するコンデンサのことである。「パスコン」「デカップリングコンデンサ」とも呼ばれる。バイパスコンデンサは、電源ライン--グラウンド間のノイズに対するインピーダンスを下げる役割や、ノイズ成分が後続の回路へ伝わらないようにフィルタリングする役割を果たす。
ノイズの迂回路（バイパス）とするために置かれるコンデンサのことでありコンデンサの種類にはよらない。なお、直流と変動を分離することからデカップリングコンデンサとも呼ばれる。

## 原理
電源供給の問題
電源回路から各回路に電源として直流電圧を供給するための電源線や接地線には、小さいが電気抵抗が存在する。トランジスタによる増幅器やIC等の能動回路が動作する時には、その消費電流は変化して一定ではないことが多い。電源線や接地線を流れる電流により、それらの抵抗によって能動回路に加えられる電源電圧は電圧降下を起こす。能動回路の動作に伴って消費電流が増すと電圧降下は大きくなるため、能動回路側の電源電圧が下がる。逆に消費電流が減ると電圧降下は小さくなるため、能動回路側の電源電圧が上がる。電源の供給線が電源回路が長く引き回されたり、高周波回路や、急激な電圧・電流変化が生じるデジタル回路になると、抵抗成分だけでなくインダクタンス成分も無視できなくなることがある。
また、電池や外部電源のいずれであっても、それらの内部にも微小ながら内部抵抗が存在するため、適切な制御を行わない限り、電源の供給線と同様に消費電流の増減に応じて供給される電圧が変動してしまう。アナログ回路でもデジタル回路でもこれらの現象は発生しうる。
バイパスコンデンサによる解決
瞬間的に大電流を消費するような能動回路では、このような変動による動作異常を避けるために、電源の供給線を非常に太くして抵抗値をよほど低くするか、さもなければ瞬間的な大電流を能動回路の電源に供給するための仕組みを備える必要がある。一般的には電源の供給線を非常に太くするのが困難であり、バイパスコンデンサはこのための仕組みである。バイパスコンデンサを能動回路のすぐ近くの電源線と接地線の間を繋ぐように設けておき、能動回路が大電流を必要としない間には通常の電源電圧によって充電される。能動回路が大電流を必要とした瞬間には、電源の供給線側の内部抵抗によって供給電位が降下しようとするが、バイパスコンデンサに蓄えられた電荷が放電されることによって供給電位が維持されるこれが、バイパスコンデンサが電源電圧を一定に保つ仕組みである。

## 実装
一般的に、各能動回路（トランジスタ増幅回路や IC 等）ごとにそれぞれバイパスコンデンサを必要とする。低周波回路ではアルミ電解コンデンサが、高周波回路やデジタル回路では積層セラミックコンデンサなどのセラミックコンデンサがよく用いられる。バイパスコンデンサは、各能動回路の物理的に近くに接続する。特に高周波回路では近くに配置しないと能動回路までの配線のインピーダンスが無視できなくなり、電源電圧を一定に保つことができなくなる。
低周波回路で用いるアルミ電解コンデンサの容量の相場は 1 - 100 μF であり、高周波回路で用いるセラミックコンデンサの容量の相場は 0.01 - 0.1 μF である。ただし、例外もある。
周波数が高くなるほどコンデンサのインピーダンスは低くなるはずである。だから高周波回路でも 1 - 100μF といった大容量のアルミ電解コンデンサを用いてもよさそうに思えるかもしれない。しかし、実際にはアルミ電解コンデンサの特性により、高周波領域では十分にインピーダンスが下がらず、バイパスコンデンサとしての役目を果たさない。そこで、高周波回路では高周波特性のよいセラミックコンデンサを主体的に用い、残る低周波成分による変動に対応するためにアルミ電解コンデンサなどが用いられる。
実際の回路では、バイパスコンデンサとして、低周波用にアルミ電解コンデンサを、高周波用にセラミックコンデンサを、両方並列に接続する癖をつけるとよいとされている。こうすると、電源電圧の変動の低周波成分ではアルミ電解コンデンサが主要な役割を果たし、高周波成分ではセラミックコンデンサが主要な役割を果たすようになり、広い周波数帯域に渡って電源電圧の変動を防ぐことができる。コスト面で比較的制約が緩い音響用回路においてはセラミックコンデンサではなく、フィルムコンデンサなどが使用されることも多い。

## 回路図
- 略号: コンデンサを意味する「C」で表される
- 単位記号: 「μF」だが多くの場合、省略される

## 参照
1. ↑  Template:Site web
2. 1 2 3  「抵抗&コンデンサの適材適所」pp. 133-137（三宅和司著、CQ出版社、2000年3月20日発行、ISBN 978-4-7898-3278-6）
3. 1 2 3 4 5 6  「定本トランジスタ回路の設計」pp.44-45（鈴木雅臣著、CQ出版社、1991年12月30日発行、ISBN 978-4-7898-3048-5）